# (812) Адель
(812) Адель (лат. Adele) — астероид главного пояса, принадлежащий к спектральному классу S. Астероид был открыт 8 сентября 1915 года русско-советским астрономом Сергеем Белявским в Симеизской обсерватории и предположительно назван в честь Адель, горничной Розалинды из оперы Летучая мышь.